# Cissé
Cissé ist eine französische Gemeinde mit 2.875 Einwohnern (Stand: 1. Januar 2022) im Département Vienne in der Region Nouvelle-Aquitaine; sie gehört zum Arrondissement Poitiers und zum Kanton Migné-Auxances. Die Einwohner werden Cisséens genannt.
Cissé ist Mitglied der European Charter – Villages of Europe, eine Gruppe ländlicher Gemeinden aus allen 28 EU-Ländern, die sich 1989 hier gründete.

## Geographie
Cissé liegt etwa zwölf Kilometer nordwestlich von Poitiers. Umgeben wird Cissé von den Nachbargemeinden Neuville-de-Poitou im Norden, Avanton im Nordosten, Migné-Auxances im Osten und Südosten, Quinçay im Süden, Vouillé im Westen und Südwesten sowie Yversay im Nordwesten.

## Bevölkerungsentwicklung
| Jahr      | 1962 | 1968 | 1975 | 1982 | 1990 | 1999 | 2006 | 2012 |
| Einwohner | 830  | 823  | 1080 | 1716 | 1858 | 1977 | 2372 | 2624 |

## Sehenswürdigkeiten
- Unterkunft La Gannerie, seit 1984 Monument historique